# Madhavnagar
Madhavnagar es una ciudad censal situada en el distrito de Sangli en el estado de Maharashtra (India). Su población es de 11168 habitantes (2011). Se encuentra a 4 km de Sangli.

## Demografía
Según el censo de 2011 la población de Madhavnagar era de 11168 habitantes, de los cuales 5680 eran hombres y 5488 eran mujeres. Madhavnagar tiene una tasa media de alfabetización del 86,88%, superior a la media estatal del 82,34%: la alfabetización masculina es del 91,93%, y la alfabetización femenina del 81,69%.